# 默兹河畔拉讷维尔
默兹河畔拉讷维尔（法語：Laneuville-sur-Meuse，法語發音：[lanøvil syʁ møz]）是法国默兹省的一个市镇，属于凡尔登区。

## 地理
默兹河畔拉讷维尔（49°29'29"N, 5°9'51"E）面积22.82 平方千米，位于法国大東部大區默兹省，该省份为法国西北部内陆省份，北与比利时接壤，西接马恩省和阿登省，南至上马恩省和孚日省，东临默尔特-摩泽尔省。
与默兹河畔拉讷维尔接壤的市镇（或旧市镇、城区）包括：阿戈讷地区博蒙、贝尔瓦尔布瓦德达姆、莱塔讷、维塞普、博克莱尔、阿戈讷地区博福尔、塞斯、吕济圣马丹、默兹河畔普伊、斯特奈。

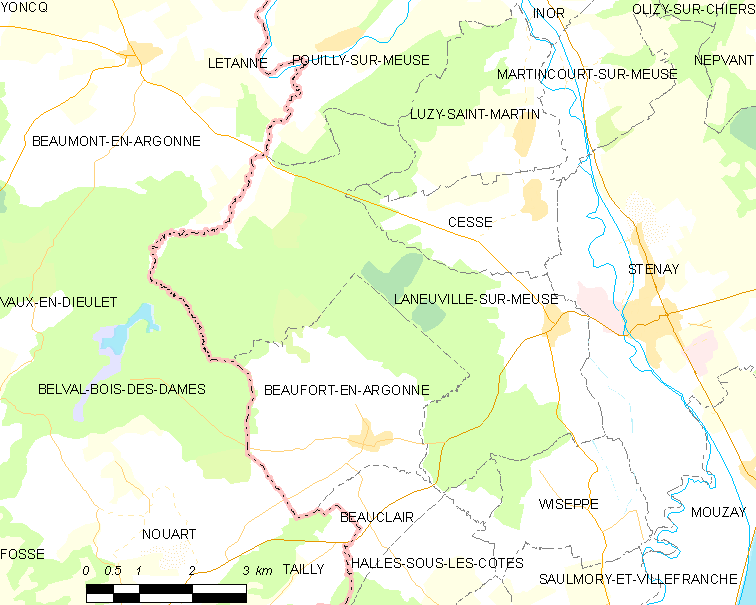
默兹河畔拉讷维尔的OSM定位图

默兹河畔拉讷维尔的时区为UTC+01:00、UTC+02:00（夏令时）。

## 行政
默兹河畔拉讷维尔的邮政编码为55700，INSEE市镇编码为55279。

## 政治
默兹河畔拉讷维尔所属的省级选区为斯特奈县。

## 人口

1962-2008年间默兹河畔拉讷维尔人口变化图示

默兹河畔拉讷维尔于2022年1月1日时的人口数量为446人。